# Tazmania
Tazmania  è una sitcom animata prodotta dalla Warner Bros. Animation e trasmessa negli Stati Uniti d'America su Fox, dal 1991. La serie segue le avventure del personaggio di Looney Tunes e Merrie Melodies Taz (il Diavolo della Tasmania) nella terra immaginaria della Tazmania (basata sulla Tasmania).
Come altre serie animate Warner dell'epoca, Tazmania rompe spesso la quarta parete con gag che dimostrano che Taz può parlare in modo perfettamente normale quando vuole. La sigla originale è cantata da Jess Harnell e Jim Cummings, mentre quella italiana è cantata da Cristina D'Avena e Pietro Ubaldi.

## Personaggi
Taz
Doppiato da: Jim Cummings (ed. inglese), Pietro Ubaldi (ed. italiana)
Il protagonista, il famoso Diavolo della Tasmania dei Looney Tunes, sempre vorace, inarrestabile, iperattivo e selvatico; in questa serie però tende a mostrare il suo lato più buono e generoso, per esempio quando incontra una tartaruga che si comporta come un cane finisce per affezionarsi e rifiuta di mangiarla. Si guadagna da vivere come facchino in un albergo, pur non essendo molto adatto nello svolgere tale lavoro.
Hugh, padre di Taz
Doppiato da: Maurice LaMarche (ed. inglese), Enrico Bertorelli (ed. italiana)
Un Diavolo della Tasmania logorroico fino all'inverosimile e abbastanza alla mano, convinto che un buon bicchiere di aranciata fresca possa risolvere qualsiasi problema.
Jean, madre di Taz
Doppiata da: Miriam Flynn (ed. inglese), Graziella Porta (ed. italiana)
Una madre molto impegnata, sempre al telefono o occupata a svolgere vari lavori domestici.
Molly
Doppiata da: Kellie Martin (ed. inglese), Patrizia Scianca (ed. italiana)
La sorella di Taz; si comporta come un'adolescente stereotipata e i suoi fratelli tendono a stressarla molto, in particolare Taz con i suoi modi primitivi e selvaggi.
Jake
Doppiato da: Debi Derryberry (ed. inglese), Veronica Pivetti (ed. italiana)
Il fratello di Taz, un giovane Diavolo della Tasmania molto vivace e fantasioso.
Drew, zio di Taz
Doppiato da: Maurice LaMarche (ed. inglese), Mario Zucca (ed. italiana)
Il fratello di Hugh, molto più maldestro e vivace.
Bull Gator
Doppiato da: John Astin (ed. inglese), Riccardo Peroni (ed. italiana)
Un coccodrillo che tenta in tutti i modi di catturare Taz per arrichirsi, aiutato da Axl; finisce sempre per fallire miseramente e l'inettitudine di Axl non lo aiuta affatto, tuttavia ha sempre una gran fiducia in sé stesso.
Axl
Doppiato da: Rob Paulsen (ed. inglese), Diego Sabre (ed. italiana)
L'aiutante di Bull Gator, più alto ma anche più imbranato e ingenuo.
Wendal T. Wolf
Doppiato da: Jim Cummings (ed. inglese), Giorgio Melazzi (ed. italiana)
Un tilacino molto nevrotico e solo (ispirato, nella sua caratterizzazione, a Woody Allen), sempre alla ricerca di un amico, fino al punto di assillare Taz nel tentativo di farsi accettare da lui. Esteticamente assomiglia a Will.E Coyote, ma è più piccolo e di colore azzurro. È l'unico della sua specie.
Timothy e Daniel
Doppiati da: Rob Paulsen (ed. inglese), Davide Garbolino (ed. italiana) (Timothy) e Maurice LaMarche (ed. inglese), Veronica Pivetti (ed. italiana) (Daniel)
Detti anche i fratelli Platypus, sono due gemelli ornitorinchi con la passione della scienza e del fai da te, dotati di grande inventiva ma molto maldestri; per quanto si mostrino amichevoli e disponibili nei confronti di Taz, finiscono spesso per provocargli dei guai con i loro esperimenti.
Buddy
Doppiato da: Jim Cummings (ed. inglese), Antonio Paiola (ed. italiana)
Un facocero con la personalità di uno yuppie stereotipato.
Digeri Dingo
Doppiato da: Rob Paulsen (ed. inglese), Daniele Demma (ed. italiana)
Un dingo molto astuto ed egoista che tende a sfruttare Taz per i propri fini, come appropriarsi di preziosi tesori.
Francis Bushlad
Doppiato da: Rob Paulsen (ed. inglese), Marcella Silvestri (ed. italiana)
Un ragazzino aborigeno deciso a catturare Taz per portare a termine un rito di passaggio all'età adulta. Anche lui finisce inevitabilmente battuto sebbene possa mostrarsi più astuto rispetto a Bull Gator e Axl.
Padre di Francis
Doppiato da: ? (ed. inglese), Maurizio Scattorin (ed. italiana)
Il capo di una tribù di aborigeni che si comportano come aristocratici intellettuali.
Bob
Doppiato da: Jim Cummings (ed. inglese), Marco Pagani (ed. italiana)
Il manager dell'Hotel Tazmania, dove lavora Taz. Un uomo fortemente egocentrico, vanitoso, arrogante e pigro.
Madre di Bob
Doppiata da: Rosalyn Landor (ed. inglese), Grazia Migneco (ed. italiana)
Una donna anziana e arzilla, molto più intelligente del figlio e finisce spesso per dirigere l'albergo in modo più efficace.
Constance
Doppiata da: Rosalyn Landor (ed. inglese), Caterina Rochira (ed. italiana)
Un koala femmina molto grossa, amante dei fiori e della danza; spesso provoca danni senza rendersene conto.
Mr. Thickley
Doppiato da: Dan Castellaneta (ed. inglese), Antonello Governale (ed. italiana)
Un wallaby pieno di energia che svolge svariati lavori nell'hotel Tazmania.
Willie
Doppiato da: Maurice LaMarche (ed. inglese), Adolfo Fenoglio (ed. italiana)
Un vombato pacifista e pacato che ammira molto Taz.

## Episodi

### Prima stagione
| nº | Titolo originale               | Titolo italiano                           | Prima TV USA      |
| -- | ------------------------------ | ----------------------------------------- | ----------------- |
| 1  | The Dog the Turtle Story       | La storia del cane tartaruga              | 7 settembre 1991  |
| 2  | Like Father, Like Son          | Tale padre, tale figlio                   | 14 settembre 1991 |
| 2  | Frights of Passage             | Una sfida impossibile                     | 14 settembre 1991 |
| 3  | War & Pieces                   | Guerra e pace                             | 21 settembre 1991 |
| 3  | Airbourne Airhead              | Taz prova a volare                        | 21 settembre 1991 |
| 4  | It's No Picnic                 | Uno strano pic-nic                        | 28 settembre 1991 |
| 4  | Kee-Wee ala King               | Kiwi in salsa reale                       | 28 settembre 1991 |
| 5  | A Devil of a Job               | Un diavolo di lavoro                      | 5 ottobre 1991    |
| 6  | Battling Bushrats              | La battaglia contro i topi della prateria | 12 ottobre 1991   |
| 6  | Devil in the Deep Blue Sea     | Il diavolo e il mare blu                  | 12 ottobre 1991   |
| 7  | Woeful Wolf                    | Il lupo infelice                          | 19 ottobre 1991   |
| 8  | Devil with the Violet Dress On | Il diavolo vestito di viola               | 26 ottobre 1991   |
| 8  | Kidnapped Koala                | Il koala rapito                           | 26 ottobre 1991   |
| 9  | Mishap in the Mist             | La strana esploratrice                    | 2 novembre 1991   |
| 9  | Toothache Taz                  | Taz e il mal di denti                     | 2 novembre 1991   |
| 10 | Here, Kitty, Kitty, Kitty      | Arriva Kitty!                             | 9 novembre 1991   |
| 10 | Enter the Devil                | Il diavolo e il kung fu                   | 9 novembre 1991   |
| 11 | Bewitched Bob                  | Bob e l'incantesimo                       | 16 novembre 1991  |
| 12 | Instant Replay                 | Bull e Axl e la videocamera               | 23 novembre 1991  |
| 12 | Taz and the Pterodactyl        | Taz e l'amico pterodattile                | 23 novembre 1991  |
| 13 | Pup Goes the Wendal            | Wendal diventa un cane                    | 30 novembre 1991  |
| 13 | I'm Okay, You're Taz           | Caro, vecchio Taz                         | 30 novembre 1991  |
| 14 | Comic Madness                  | Pazzia da fumetti                         | 7 dicembre 1991   |
| 14 | Blunders Never Cease           | Gli errori non finiscono mai              | 7 dicembre 1991   |

### Seconda stagione
I seguenti episodi furono trasmessi negli Stati Uniti in disordine e nell'arco di tre stagioni, mentre internazionalmente fu rispettato l'ordine di produzione qui utilizzato.
| nº | Titolo originale                                      | Titolo italiano                                | Prima TV USA      |
| -- | ----------------------------------------------------- | ---------------------------------------------- | ----------------- |
| 1  | Mall Wrecked                                          | In panne allo shopping centre                  | 21 novembre 1992  |
| 1  | A Dingo's Guide to Magic                              | Dingo si dà alla magia                         | 21 novembre 1992  |
| 2  | Road to Tazmania                                      | La strada per Tazmania                         | 13 settembre 1994 |
| 3  | Boys Just Wanna Have Fun                              | I ragazzi vogliono solo divertirsi             | 31 ottobre 1992   |
| 3  | Unhappy Together                                      | Anche i Platypus litigano                      | 31 ottobre 1992   |
| 4  | Amazing Shrinking Taz & Co.                           | Il rimpicciolimento di Taz e compagnia         | 5 settembre 1992  |
| 5  | Oh, Brother                                           | Oh, fratellone!                                | 12 settembre 1992 |
| 5  | Taz-Babies                                            | Una storia da rifare                           | 12 settembre 1992 |
| 6  | Taz-Manian Theatre                                    | Il teatro Tazmania                             | 14 settembre 1994 |
| 6  | The Bushrats Must Be Crazy                            | Sono pazzi questi topi della foresta           | 14 settembre 1994 |
| 7  | Jake's Big Date                                       | L'appuntamento di Jake                         | 19 settembre 1992 |
| 7  | Taz Live                                              | Taz dal vivo                                   | 19 settembre 1992 |
| 8  | The Outer Taz-Manian Zone                             | Un viaggio nello spazio extra-tazmaniano       | 10 ottobre 1992   |
| 8  | Here, Kitty, Kitty, Kitty, Part 2                     | Arriva Kitty (seconda parte)                   | 10 ottobre 1992   |
| 9  | Taz-Mania's Funniest Home Videos                      | I video più divertenti                         | 17 ottobre 1992   |
| 9  | Bottle Cap Blues                                      | Il blues del tappo di bottiglia                | 17 ottobre 1992   |
| 10 | Heartbreak Taz                                        | Una cotta per Taz                              | 14 febbraio 1995  |
| 10 | Just Be 'Cuz                                          | I rimorsi della coscienza                      | 14 febbraio 1995  |
| 11 | Sidekicked                                            | L'eterno aiutante                              | 7 novembre 1994   |
| 11 | Gone with the Windbag                                 | Un impostore all'hotel Tazmania                | 7 novembre 1994   |
| 12 | Return of the Road to Taz-Mania Strikes Back          | La strada che porta a Tazmania colpisce ancora | 15 settembre 1994 |
| 13 | Taz Like Dingo                                        | A Taz piace Dingo                              | 16 settembre 1994 |
| 14 | The Pied Piper of Taz-Mania                           | I fratelli Platypus e i topi della foresta     | 19 settembre 1994 |
| 14 | The Treasure of the Burnt Sienna                      | Caccia al tesoro all'hotel Tazmania            | 19 settembre 1994 |
| 15 | Not a Shadow of a Doubt                               | Senza ombra di dubbio                          | 20 settembre 1994 |
| 15 | Nursemaid Taz                                         | L'infermiere Taz                               | 20 settembre 1994 |
| 16 | Home Despair                                          | Lavori in corso                                | 21 settembre 1994 |
| 16 | Take All of Me                                        | Catturatemi, per favore                        | 21 settembre 1994 |
| 17 | Bird-Brained Beast                                    | Kiwi e la bestia                               | 22 settembre 1994 |
| 17 | Ready, Willing, Unable                                | Thickley si improvvisa cacciatore              | 22 settembre 1994 |
| 18 | We'll Always Have Taz-Mania                           | Ci sarà sempre Tazmania                        | 23 settembre 1994 |
| 18 | Moments You've Missed                                 | Tagliati dalla fretta                          | 23 settembre 1994 |
| 19 | Food for Thought                                      | Uovo con sorpresa                              | 7 novembre 1992   |
| 19 | Gone to Pieces                                        | In mille pezzi                                 | 7 novembre 1992   |
| 20 | A Midsummer Night's Scream                            | Grido di una notte di mezza estate             | 26 settembre 1992 |
| 20 | Astro Taz                                             | Taz l'astronauta                               | 26 settembre 1992 |
| 21 | Driving Mr. Taz                                       | Taz a scuola guida                             | 8 novembre 1994   |
| 21 | Mean Bear                                             | L'orso malvagio                                | 8 novembre 1994   |
| 21 | Taz Museum                                            | [ 4 ]                                          | 8 novembre 1994   |
| 22 | Ticket Taker Taz                                      | Taz, l'accaparra biglietti                     | 14 novembre 1994  |
| 22 | Taz²                                                  | Le fotocopie impazzite                         | 14 novembre 1994  |
| 23 | Tazmanian Lullaby                                     | Ninnananna tazmaniana                          | 3 ottobre 1992    |
| 23 | Deer Taz                                              | Cerbiatto caro                                 | 3 ottobre 1992    |
| 23 | A Taz-Manian Moment                                   | [ 4 ]                                          | 3 ottobre 1992    |
| 24 | Hypnotazed                                            | Ipnotizzato                                    | 24 ottobre 1992   |
| 24 | Mum's n' Taz's                                        | La nuova sala da gioco                         | 24 ottobre 1992   |
| 25 | Kee-Wee Cornered                                      | Kee Wee alle strette                           | 14 novembre 1992  |
| 25 | But Is It Taz?                                        | Ma è Taz?                                      | 14 novembre 1992  |
| 26 | Wacky Wombat                                          | Questo matto di Willy                          | 4 settembre 1993  |
| 26 | Molly's Folly                                         | La follia di Molly                             | 4 settembre 1993  |
| 27 | Mutton for Nothing                                    | Predatore di professione                       | 15 novembre 1994  |
| 27 | Dr. Wendal and Mr. Taz                                | Dottor Wendal e Mister Taz                     | 15 novembre 1994  |
| 28 | The Man from M.A.R.S.                                 | Arriva il marziano                             | 28 novembre 1992  |
| 28 | Friends for Strife                                    | Amici per la pelle                             | 28 novembre 1992  |
| 29 | Merit Badgered                                        | Boy-scout senza medaglia                       | 2 ottobre 1993    |
| 30 | Antenna Dilemma                                       | Dilemma antenna                                | 6 novembre 1993   |
| 30 | Autograph Pound                                       | Una sfida all'ultimo autografo                 | 6 novembre 1993   |
| 31 | A Flea for Me                                         | Una pulce tutta mia                            | 11 settembre 1993 |
| 31 | A Young Taz's Fancy                                   | Una passione per Taz                           | 11 settembre 1993 |
| 32 | No Time for Christmas                                 | Non c'è tempo da perdere a Natale              | 25 dicembre 1993  |
| 33 | Taz-Mania Confidential                                | Tazmania top-secret                            | 21 novembre 1994  |
| 33 | The Platypi Psonic Psensation Psimulator              | Lo psimolatore psonoro di psensazioni          | 21 novembre 1994  |
| 34 | The Not-So-Gladiators                                 | Gladiatori per un giorno                       | 22 novembre 1994  |
| 34 | One Ring Taz                                          | Taz circense mancato                           | 22 novembre 1994  |
| 35 | The Thing that Ate the Outback                        | La cosa che divorò Tazmania                    | 30 ottobre 1993   |
| 35 | Because It's There                                    | Il saggio della montagna                       | 30 ottobre 1993   |
| 36 | Of Bushrats and Hugh                                  | Pà e i topi della foresta                      | 25 settembre 1993 |
| 37 | Never Cry Taz                                         | Non piangete Taz                               | 18 settembre 1993 |
| 37 | Bully for Bull                                        | Bull e la crisi esistenziale                   | 18 settembre 1993 |
| 38 | Retakes Not Included                                  | Buona la prima                                 | 6 febbraio 1995   |
| 38 | Pledge Dredge                                         | Teleton deviato                                | 6 febbraio 1995   |
| 39 | Bushlad's Lament                                      | Il lamento di Francis                          | 13 febbraio 1995  |
| 39 | Taz-Mania Comedy Institute                            | [ 4 ]                                          | 13 febbraio 1995  |
| 40 | The Taz Story Primer                                  | Taz e la sua storia                            | 20 febbraio 1995  |
| 40 | Ask Taz                                               | Chiedete a Taz                                 | 20 febbraio 1995  |
| 41 | Willie Wombat's Deja Boo-Boo                          | Willy il vombato e i deja-vu                   | 23 ottobre 1993   |
| 41 | To Catch a Taz                                        | Taz ricercato                                  | 23 ottobre 1993   |
| 42 | It's a Taz's Life                                     | È la vita di Taz                               | 27 febbraio 1995  |
| 42 | Gee Bull!                                             | Cavolo, Bull                                   | 27 febbraio 1995  |
| 43 | Taz in Keeweeland                                     | Taz nella terra dei Kiwi                       | 1 maggio 1995     |
| 43 | Stuck for Buck                                        | A corto di grana                               | 1 maggio 1995     |
| 43 | A Philosophical Taz Moment                            | Un momento Taz filosofico                      | 1 maggio 1995     |
| 44 | Yet Another Road to Taz-Mania                         | Ancora un'altra strada per Tazmania            | 8 maggio 1995     |
| 45 | Bad Luck Bottlecap                                    | Il tappo portasfortuna                         | 15 maggio 1995    |
| 45 | A Story with a Moral                                  | Una storia con la morale                       | 15 maggio 1995    |
| 46 | Devil Indemnity                                       | Una cara convalescenza                         | 16 ottobre 1993   |
| 47 | Taz and the Emu Egg                                   | Taz e l'uovo emu                               | 13 novembre 1993  |
| 47 | Willy Wombat's Last Stand                             | La disfatta di Willy il vombato                | 13 novembre 1993  |
| 47 | K-Taz Commercial                                      | [ 4 ]                                          | 13 novembre 1993  |
| 48 | Feed a Cold                                           | Un diavolo di raffreddore                      | 27 novembre 1993  |
| 48 | Sidekick for a Day                                    | Aiutante per un giorno                         | 27 novembre 1993  |
| 49 | One Saturday in Taz-Mania                             | Un sabato a Tazmania                           | 22 maggio 1995    |
| 49 | Platypi on Film                                       | Il Platypus Show                               | 22 maggio 1995    |
| 50 | Doubting Dingo                                        | Dingo diffidente                               | 20 novembre 1993  |
| 50 | Sub Commander Taz                                     | Taz comandante di sottomarino                  | 20 novembre 1993  |
| 51 | The Origin of the Beginning of the Incredible Taz-Man | L'origine dell'inizio dell'incredibile Taz     | 2 maggio 1995     |
| 51 | Francis Takes a Stand                                 | Francis e l'anima del commercio                | 2 maggio 1995     |

## Edizione italiana
Nella versione in lingua originale Taz comunica facendo versi e molto raramente lo fa attraverso le parole. Il fatto di farlo parlare nell'edizione italiana fu un'idea dello studio di doppiaggio italiano Deneb Film. Nell'adattamento italiano della serie si può sentire Taz dire cose non presenti nella versione originale, spesso anche quando non muove la bocca o non viene inquadrato. Probabilmente ciò è stato fatto per dare un tocco nostrano alla serie con battute e riferimenti alla cultura italiana, a discapito della fedeltà alla versione originale.